# کارت قرمز به نژادپرستی
کارت قرمز به نژادپرستی (انگلیسی: Show Racism the Red Card) یا به اختصار «SRTRC»، یک مؤسسه خیریه آموزشی ضد نژادپرستی است که در ژانویه ۱۹۹۶ در انگلستان راه‌اندازی شد تا از فوتبالیست‌های برجسته به عنوان الگوهای ضد نژادپرستی برای آموزش علیه نژادپرستی در سراسر جامعه در بریتانیا استفاده کند.
کارت قرمز به نژادپرستی از تاینساید شمالی شروع شد و اکنون دفاتری در سرتاسر بریتانیا و کشورهای دیگر دارد. این سازمان منابع آموزشی از جمله دی‌وی‌دی، بسته‌های آموزشی و مجلات را برای استفاده با جوانان تولید می‌کند، کارگاه‌های آموزشی در مدارس، آموزش معلمان و بزرگسالان برگزار می‌کند و رویدادهای آموزشی را با باشگاه‌های فوتبال ترتیب می‌دهد.

## بیانیهٔ مؤسسه خیریه
هدف اعلام شده این مؤسسه خیریه این است که «مبارزه با نژادپرستی از طریق توانمندسازی الگوهایی که عمدتاً اما نه منحصراً فوتبالیست‌ها هستند، برای ارائه پیامی ضد نژادپرستی به جوانان و دیگران.» دستیابی به این امر از طریق سه رویکرد خواهد بود:
- تولید منابع آموزشی
- توسعه و تکوین فعالیت‌هایی برای تشویق مردم، از جمله جوانان، برای به چالش کشیدن نژادپرستی.
- در اسکاتلند - به چالش کشیدن نژادپرستی در بازی فوتبال و سایر ورزش‌ها.